# Copa América 1959 (Argentinië)
De Copa América 1959 (1ste) (eigenlijk Zuid-Amerikaans voetbalkampioenschap 1959 (Argentinië), want de naam Copa América wordt pas vanaf 1975 gedragen) was een toernooi gehouden in Argentinië van 7 maart tot 4 april 1959.
De deelnemende landen waren Argentinië, Bolivia, Brazilië, Chili, Paraguay, Peru en Uruguay.
Colombia en Ecuador trokken zich terug.

## Deelnemende landen
| Land               | Aantal deelnames | Huidig aantal deelnames op rij | Vorige deelname |
| ------------------ | ---------------- | ------------------------------ | --------------- |
| Argentinië (g) (t) | 23ste            | 4                              | 1957            |
| Bolivia            | 8ste             | 1                              | 1953            |
| Brazilië           | 18de             | 3                              | 1957            |
| Chili              | 21ste            | 14                             | 1957            |
| Paraguay           | 17de             | 1                              | 1956            |
| Peru               | 14de             | 7                              | 1957            |
| Uruguay            | 25ste            | 17                             | 1957            |

- (g) = gastland
- (t) = titelverdediger

## Stadion
| Buenos Aires                          | · Buenos Aires |
| Estadio Monumental Capaciteit: 67.664 | · Buenos Aires |
|                                       | · Buenos Aires |

## Scheidsrechters
De organisatie nodigde in totaal 6 scheidsrechters uit voor 21 duels. Tussen haakjes staat het aantal gefloten duels tijdens de Copa América 1959.

## Eindstand
| Land       | Wed | Win | Gel | Ver | DV | DT | +/− | Pnt |
| ---------- | --- | --- | --- | --- | -- | -- | --- | --- |
| Argentinië | 6   | 5   | 1   | 0   | 19 | 5  | +14 | 11  |
| Brazilië   | 6   | 4   | 2   | 0   | 17 | 7  | +10 | 10  |
| Paraguay   | 6   | 3   | 0   | 3   | 12 | 12 | 0   | 6   |
| Peru       | 6   | 1   | 3   | 2   | 10 | 11 | –1  | 5   |
| Chili      | 6   | 2   | 1   | 3   | 9  | 14 | –5  | 5   |
| Uruguay    | 6   | 2   | 0   | 4   | 15 | 14 | –1  | 4   |
| Bolivia    | 6   | 0   | 1   | 5   | 4  | 23 | –19 | 1   |

## Wedstrijden
Elk land speelde één keer tegen elk ander land. De puntenverdeling was als volgt:
- Twee punten voor winst
- Eén punt voor gelijkspel
- Nul punten voor verlies

|                                 |                                                                                   |       |                  |                                                                                            |
| 7 maart 1959 «onderlinge duels» | Argentinië                                                                        | 6 – 1 | Chili            | Estadio Monumental, Buenos Aires Toeschouwers: 70.000 Scheidsrechter: Washington Rodríguez |
| 7 maart 1959 «onderlinge duels» | Pedro Manfredini 5', 50' Pedro Callá 7' Juan José Pizzuti 17', 39' Raúl Belén 75' |       | Luis Álvarez 25' | Estadio Monumental, Buenos Aires Toeschouwers: 70.000 Scheidsrechter: Washington Rodríguez |

|                                 | |       |         |                                                                                               |
| 8 maart 1959 «onderlinge duels» | Uruguay | 7 – 0 | Bolivia | Estadio Monumental, Buenos Aires Toeschouwers: 35.000 Scheidsrechter: Alberto Da Gama Malcher |
| 8 maart 1959 «onderlinge duels» | José Sasía 5' Guillermo Escalada 12' Víctor Guaglianone 17' Carlos Borges 60', 65' Vladas Douksas 69' Domingo Pérez 89' |       |         | Estadio Monumental, Buenos Aires Toeschouwers: 35.000 Scheidsrechter: Alberto Da Gama Malcher |

|                                  |                   |       |                         |                                                                                     |
| 10 maart 1959 «onderlinge duels» | Brazilië          | 2 – 2 | Peru                    | Estadio Monumental, Buenos Aires Toeschouwers: 45.000 Scheidsrechter: Carlos Robles |
| 10 maart 1959 «onderlinge duels» | Didi 24' Pelé 48' |       | Juan Seminario 59', 77' | Estadio Monumental, Buenos Aires Toeschouwers: 45.000 Scheidsrechter: Carlos Robles |

|                                  |                     |       |                           |                                                                                   |
| 11 maart 1959 «onderlinge duels» | Paraguay            | 2 – 1 | Chili                     | Estadio Monumental, Buenos Aires Toeschouwers: 45.000 Scheidsrechter: Luis Ventre |
| 11 maart 1959 «onderlinge duels» | José Aveiro 8', 14' |       | Leonel Sánchez 34' (pen.) | Estadio Monumental, Buenos Aires Toeschouwers: 45.000 Scheidsrechter: Luis Ventre |

|                                  |                                  |       |         |                                                                                     |
| 11 maart 1959 «onderlinge duels» | Argentinië                       | 2 – 0 | Bolivia | Estadio Monumental, Buenos Aires Toeschouwers: 45.000 Scheidsrechter: Carlos Robles |
| 11 maart 1959 «onderlinge duels» | Omar Corbatta 2' Pedro Callá 79' |       |         | Estadio Monumental, Buenos Aires Toeschouwers: 45.000 Scheidsrechter: Carlos Robles |

|                                  |                                                     |       |                                                     |                                                                                     |
| 14 maart 1959 «onderlinge duels» | Peru                                                | 5 – 3 | Uruguay                                             | Estadio Monumental, Buenos Aires Toeschouwers: 40.000 Scheidsrechter: Carlos Robles |
| 14 maart 1959 «onderlinge duels» | Miguel Ángel Loayza 4', 27', 42' Juan Joya 29', 79' |       | Héctor Demarco 2' Vladas Douksas 31' José Sasía 81' | Estadio Monumental, Buenos Aires Toeschouwers: 40.000 Scheidsrechter: Carlos Robles |

|                                  |                                                                 |       |         |                                                                                               |
| 15 maart 1959 «onderlinge duels» | Paraguay                                                        | 5 – 0 | Bolivia | Estadio Monumental, Buenos Aires Toeschouwers: 40.000 Scheidsrechter: Alberto Da Gama Malcher |
| 15 maart 1959 «onderlinge duels» | Cayetano Ré 1', 21', 50' Ildefonso Sanabria 11' José Aveiro 51' |       |         | Estadio Monumental, Buenos Aires Toeschouwers: 40.000 Scheidsrechter: Alberto Da Gama Malcher |

|                                  |                        |       |       |                                                                                      |
| 15 maart 1959 «onderlinge duels» | Brazilië               | 3 – 0 | Chili | Estadio Monumental, Buenos Aires Toeschouwers: 40.000 Scheidsrechter: Alberto Tejada |
| 15 maart 1959 «onderlinge duels» | Pelé 43', 45' Didi 89' |       |       | Estadio Monumental, Buenos Aires Toeschouwers: 40.000 Scheidsrechter: Alberto Tejada |

|                                  |                                                     |       |                 |                                                                                     |
| 18 maart 1959 «onderlinge duels» | Uruguay                                             | 3 – 1 | Paraguay        | Estadio Monumental, Buenos Aires Toeschouwers: 70.000 Scheidsrechter: Carlos Robles |
| 18 maart 1959 «onderlinge duels» | Héctor Demarco 2' Vladas Douksas 37' José Sasía 85' |       | José Aveiro 77' | Estadio Monumental, Buenos Aires Toeschouwers: 70.000 Scheidsrechter: Carlos Robles |

|                                  |                                                                   |       |                         |                                                                                               |
| 18 maart 1959 «onderlinge duels» | Argentinië                                                        | 3 – 1 | Peru                    | Estadio Monumental, Buenos Aires Toeschouwers: 70.000 Scheidsrechter: Alberto Da Gama Malcher |
| 18 maart 1959 «onderlinge duels» | Omar Corbatta 18' (pen.) Rubén Sosa 42' Víctor Benítez 78' (e.d.) |       | Miguel Ángel Loayza 51' | Estadio Monumental, Buenos Aires Toeschouwers: 70.000 Scheidsrechter: Alberto Da Gama Malcher |

|                                  |                                           |       |                                       |                                                                                   |
| 21 maart 1959 «onderlinge duels» | Brazilië                                  | 4 – 2 | Bolivia                               | Estadio Monumental, Buenos Aires Toeschouwers: 25.000 Scheidsrechter: Luis Ventre |
| 21 maart 1959 «onderlinge duels» | Pelé 16' Paulo Valentim 18', 26' Didi 89' |       | Ricardo Alcón 12' Ausberto García 22' | Estadio Monumental, Buenos Aires Toeschouwers: 25.000 Scheidsrechter: Luis Ventre |

|                                  |           |       |                         |                                                                                            |
| 21 maart 1959 «onderlinge duels» | Chili     | 1 – 1 | Peru                    | Estadio Monumental, Buenos Aires Toeschouwers: 50.000 Scheidsrechter: Washington Rodríguez |
| 21 maart 1959 «onderlinge duels» | Tovar 77' |       | Miguel Ángel Loayza 12' | Estadio Monumental, Buenos Aires Toeschouwers: 50.000 Scheidsrechter: Washington Rodríguez |

|                                  |                                                    |       |                 |                                                                                     |
| 22 maart 1959 «onderlinge duels» | Argentinië                                         | 3 – 1 | Paraguay        | Estadio Monumental, Buenos Aires Toeschouwers: 50.000 Scheidsrechter: Carlos Robles |
| 22 maart 1959 «onderlinge duels» | Omar Corbatta 15' Rubén Sosa 63' Vladislao Cap 69' |       | José Parodi 36' | Estadio Monumental, Buenos Aires Toeschouwers: 50.000 Scheidsrechter: Carlos Robles |

|                                  |                                                               |       |                         |                                                                                   |
| 26 maart 1959 «onderlinge duels» | Chili                                                         | 5 – 2 | Bolivia                 | Estadio Monumental, Buenos Aires Toeschouwers: 70.000 Scheidsrechter: Luis Ventre |
| 26 maart 1959 «onderlinge duels» | Mario Soto 7', 42' Juan Soto Mura 17', 51' Leonel Sánchez 89' |       | Máximo Alcócer 25', 76' | Estadio Monumental, Buenos Aires Toeschouwers: 70.000 Scheidsrechter: Luis Ventre |

|                                  |                              |       |                        |                                                                                     |
| 26 maart 1959 «onderlinge duels» | Brazilië                     | 3 – 1 | Uruguay                | Estadio Monumental, Buenos Aires Toeschouwers: 70.000 Scheidsrechter: Carlos Robles |
| 26 maart 1959 «onderlinge duels» | Paulo Valentim 62', 80', 89' |       | Guillermo Escalada 36' | Estadio Monumental, Buenos Aires Toeschouwers: 70.000 Scheidsrechter: Carlos Robles |

|                                  |      |       |         |                                                                                            |
| 29 maart 1959 «onderlinge duels» | Peru | 0 – 0 | Bolivia | Estadio Monumental, Buenos Aires Toeschouwers: 40.000 Scheidsrechter: Washington Rodríguez |
| 29 maart 1959 «onderlinge duels» |      |       |         | Estadio Monumental, Buenos Aires Toeschouwers: 40.000 Scheidsrechter: Washington Rodríguez |

|                                  |                                   |       |                |                                                                                     |
| 29 maart 1959 «onderlinge duels» | Brazilië                          | 4 – 1 | Paraguay       | Estadio Monumental, Buenos Aires Toeschouwers: 40.000 Scheidsrechter: Carlos Robles |
| 29 maart 1959 «onderlinge duels» | Pelé 25', 31', 63' Chinesinho 35' |       | José Parodi 4' | Estadio Monumental, Buenos Aires Toeschouwers: 40.000 Scheidsrechter: Carlos Robles |

|                                  |                                         |       |                    |                                                                                      |
| 30 maart 1959 «onderlinge duels» | Argentinië                              | 4 – 1 | Uruguay            | Estadio Monumental, Buenos Aires Toeschouwers: 80.000 Scheidsrechter: Isidro Ramírez |
| 30 maart 1959 «onderlinge duels» | Raúl Belén 15', 60' Rubén Sosa 55', 80' |       | Héctor Demarco 85' | Estadio Monumental, Buenos Aires Toeschouwers: 80.000 Scheidsrechter: Isidro Ramírez |

|                                 |                      |       |                   |                                                                                              |
| 2 april 1959 «onderlinge duels» | Paraguay             | 2 – 1 | Peru              | Estadio Monumental, Buenos Aires Toeschouwers: 5.000 Scheidsrechter: Alberto Da Gama Malcher |
| 2 april 1959 «onderlinge duels» | José Aveiro 32', 68' |       | Gómez Sánchez 51' | Estadio Monumental, Buenos Aires Toeschouwers: 5.000 Scheidsrechter: Alberto Da Gama Malcher |

|                                 |                  |       |         |                                                                                     |
| 2 april 1959 «onderlinge duels» | Chili            | 1 – 0 | Uruguay | Estadio Monumental, Buenos Aires Toeschouwers: 5.000 Scheidsrechter: Alberto Tejada |
| 2 april 1959 «onderlinge duels» | Mario Moreno 88' |       |         | Estadio Monumental, Buenos Aires Toeschouwers: 5.000 Scheidsrechter: Alberto Tejada |

|                                 |                       |       |          |                                                                                             |
| 4 april 1959 «onderlinge duels» | Argentinië            | 1 – 1 | Brazilië | Estadio Monumental, Buenos Aires Toeschouwers: 85.000 Scheidsrechter: Carlos Robles (Chile) |
| 4 april 1959 «onderlinge duels» | Juan José Pizzuti 40' |       | Pelé 58' | Estadio Monumental, Buenos Aires Toeschouwers: 85.000 Scheidsrechter: Carlos Robles (Chile) |

|                       |
| Vlag van Argentinië   |
| ARGENTINIË 12de titel |

## Doelpuntenmakers
8 doelpunten
- Pelé

6 doelpunten
- José Aveiro

5 doelpunten
- Paulo Valentim
- Miguel Angel Loayza

4 doelpunten
- Rubén Héctor Sosa

3 doelpunten
- Juan José Pizzuti
- Omar Oreste Corbatta
- Raúl Belén

- Didi
- Cayetano Ré
- Héctor Demarco

- José Sasía
- Vladas Douksas

2 doelpunten
- Pedro Eugenio Callá
- Pedro Waldemar Manfredini
- Máximo Alcócer
- Juan Soto Mura

- Leonel Sánchez
- Mario Soto
- José Parodi
- Juan Joya

- Juan Seminario
- Carlos Borges
- Guillermo Escalada

1 doelpunt
- Vladislao Cap
- Ausberto García
- Ricardo Alcón
- Chinesinho

- Luis Hernán Álvarez
- Mario Moreno
- Tovar
- Ildefonso Sanabria

- Óscar Gómez Sánchez
- Domingo Pérez
- Víctor Guaglianone

Eigen doelpunt
- Víctor Benítez (Tegen Argentinië)

## Copa América 1959 in beeld

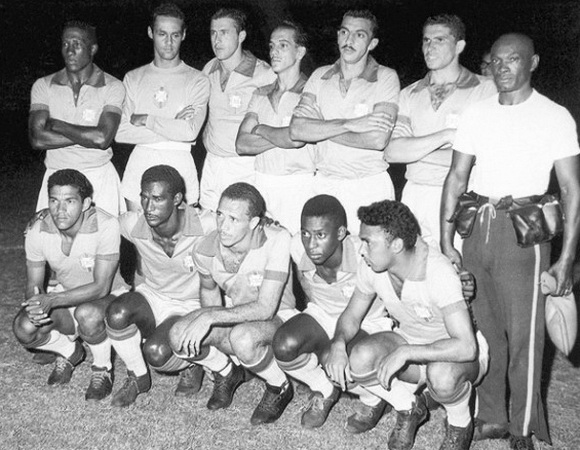
Brazilië (tegen Paraguay)

1916 · 
1917 · 
1919 · 
1920 · 
1921 · 
1922 · 
1923 · 
1924 · 
1925 · 
1926 · 
1927 · 
1929 · 
1935 · 
1937 · 
1939 · 
1941 · 
1942 · 
1945 · 
1946 · 
1947 · 
1949 · 
1953 · 
1955 · 
1956 · 
1957 · 
1959 · 
1959 · 
1963 · 
1967 · 
1975 · 
1979 · 
1983 · 
1987 · 
1989 · 
1991 · 
1993 · 
1995 · 
1997 · 
1999 · 
2001 · 
2004 · 
2007 · 
2011 · 
2015 · 
2016 ·
2019 ·
2021 ·
2024